# Devin Angleberger
Devin Angleberger (* 5. März 2003 in Kitzingen) ist ein deutscher Fußballspieler, der aktuell beim 1. FC Schweinfurt 05 unter Vertrag steht.

## Karriere
Aus der Jugend des Würzburger FV wechselte Angleberger im Sommer 2016 in die Jugendabteilung der SpVgg Greuther Fürth. Für Fürth bestritt er 21 Spiele in der B-Junioren-Bundesliga und zehn Spiele in der A-Junioren-Bundesliga, bei denen ihm insgesamt drei Tore gelangen. Im Sommer 2021 wurde er in den Kader der zweiten Mannschaft in der Regionalliga Bayern aufgenommen und im Juni 2022 unterschrieb er bei Fürth seinen ersten Profivertrag. Seinen ersten Pflichtspieleinsatz hatte Angleberger am 18. September 2022, dem 9. Spieltag, als er in der 2. Bundesliga beim 2:1-Heimsieg gegen den SC Paderborn 07 in der 90. Spielminute für Branimir Hrgota eingewechselt wurde.
Im Sommer 2024 wechselte Angleberger zum 1. FC Schweinfurt 05.

## Erfolge
- Meister der Regionalliga Bayern 2025 und Aufstieg in die 3. Liga (mit dem 1. FC Schweinfurt 05)